# هان جريت برونر
هنري جريت برونر (بالهولندية: Han Brunner)‏ (مواليد 18 أكتوبر 1956) هو عالم وراثة وأستاذ جامعي هولندي تخرج من كلية الطب بجامعة جروننجن سنة 1984 م، ثم تخصص في الطب الوراثي مدة أربعة أعوام في جامعة رادبود نايميخن، وحصل على البورد في تخصص الوراثة الإكلينيكية في عام 1988 م. وتم تعيينه منذ ذلك الوقت بقسم الوراثة الإكلينيكية في معهد الوراثة البشرية بجامعة رادبود نايميخن. وفي عام 1993 م، حصل على درجة الدكتوراه عن دراساته حول الأسباب الوراثية لمرض التشنج العضلي التوتري. وفي عام 1998 م تمت ترقيته إلى رتبة أستاذ، وعُيِّن رئيساً لمعهد الوراثة البشرية في مركز نايميغان الطبي بجامعة رادباود. كما عُيِّن بين عامي 2004–2008 م مسؤولاً عن أقسام الوراثة وطب الأطفال والطب النفسي بالمركز. وأصبح أيضاً، منذ عام 2014 م، رئيساً لقسم الوراثة الإكلينيكية في المركز الطبي لجامعة ماسترخت.

## المناصب والعضويات
- عضو في اللجنة العلمية الاستشارية لمعهد هبرخت لبيولوجية التطور.
- رئيس سابق للجنة الأبحاث بالمنظمة الوطنية الهولندية للأبحاث العلمية.
- عضو باللجنة الأبحاث بالمنظمة الوطنية الهولندية للأبحاث العلمية.
- عضو سابق في المجلس العلمي للمنظمة الهولندية لأبحاث أمراض الجهاز العصبي – العضلي.
- عضو سابق في مجلس إدارة الجمعية الهولندية للوراثة البشرية ورئيس لجنة الجودة بها.
- عضو في المكتب التنفيذي ورئيساً للجنة العلمية بالجمعية الأوروبية للوراثة البشرية [الإنجليزية]، ورئيساً للجمعية بين عامي 2013–2014.
- عضو في الهيئة الاستشارية العلمية لمعهد سيدني برنر في جنوب أفريقيا.
- عضو في لجنة البرامج العلمية بالمؤتمر العالمي للوراثة البشرية في كل من إيطاليا وكندا.
- العضو الوحيد غير الأمريكي في مجلس إدارة الجمعية الأمريكية للوراثة البشرية (2012–2015).

حالياً هو الرئيس المناوب لمنتدى أبحاث الأمراض النادرة بالعالم، وأحد المشاركين في تنظيم الكلية الأوروبية للوراثة الطبية، وعضو هيئة المحكمين لكرسي سودربرج بالأكاديمية الملكية السويدية للعلوم، وهيئة المحلفين لجائزة فراكي للعلوم الطبية الحيوية ببلجيكا. كما أنه عضو في هيئات تحرير مجلة الوراثة الجزيئية، ومجلة الوراثة الطبية، ومجلة علوم التشوهات الولادية، وعضو سابق في المجلة الهولندية للطب، ومجلة تشوهات المواليد الإكلينيكية.

## الأبحاث
أجرى برونر – بالاشتراك مع زميله جوريس أندريه ڤلتمان وفريقهما بحوثاً عديدة استخدما فيها الطب الوراثي كأساس لدراسة العلاقة بين الوراثة الجزيئية للإنسان وتطور الدماغ، والعضلات، والمناسل، وحالات القصور الذهني، وأمراض الجهاز العضلي– العصبي، وتشوهات المواليد. وقد تم اختيار برونر وجوريس أندريه ڤلتمان لنيل جائزة الملك فيصل العالمية في الطب سنة 2016، لدورهما في الارتقاء بالتطبيقات السريرية للجيل القادم في علم الجينات إلى التشخيص الإكلينيكي، حيث إنهما طورا طرقاً عملية لتحليل عينات للمرضى المشتبه أن لديهم أمراضاً وراثية. وقد حفز ذلك إلى إدخال هذه التقنيات إلى العيادة الطبية.